# Angered
Angered ist einer der zehn Stadtbezirke (stadsdelsnämndsområden) von Göteborg beziehungsweise Gemeindeteil der Gemeinde Göteborg in der schwedischen Provinz Västra Götalands län.

## Geographie
Der Stadtbezirk Angered erstreckt sich etwa 7 bis 20 Kilometer nordöstlich des Stadtzentrums im hügeligen Gebiet östlich des Göta älv und hat 51.214 Einwohner (Stand 31. Dezember 2015).
Den nordöstlichen Teil des Stadtbezirks nimmt das Natura-2000-Schutzgebiet Vättlefjäll ein, das 2001 gebildet, 2012 auf eine Fläche von 2567 Hektar erweitert wurde und zum Teil auf das Territorium der benachbarten Gemeinde Ale reicht. In dem bewaldeten Gebiet gibt es eine Vielzahl von Seen, unter denen der Surtesjön der größte ist.

## Geschichte
In seiner heutigen Form entstand der Stadtbezirk am 1. Januar 2011 durch Zusammenlegung der seit 1989 bestehenden Stadtbezirke Gunnared im Norden mit den Primärgebieten (primärområde) Angereds Centrum, Gårdstensberget, Lövgärdet und Rannebergen sowie Lärjedalen im Süden mit den Primärgebieten Agnesberg, Bergum, Eriksbo, Gunnilse, Hammarkullen, Hjällbo und Linnarhult. Die elf Primärgebiete bestehen unverändert weiter.
Der ursprünglich vorwiegend besiedelte Teil des heutigen Stadtbezirks erstreckt sich entlang seines Südrandes im Tal des linken Göta-älv-Zuflusses Lärjeån (namensgebend für den früheren Stadtbezirk Lärjedalen, wörtlich „Lärjetal“), durch das die Provinzstraße (länsväg) 190 in Richtung Gråbo–Nossebro verläuft. Entlang dieser liegen im Bereich des Stadtbezirks unter anderem die Tätorte Angered (ursprüngliches Kirchdorf und Sitz des gleichnamigen Kirchspiels/socken, namensgebend für den Stadtbezirk), Olofstorp und Stenared.
Im westlichen Teil entstanden in den 1960er- bis 1970er-Jahren im Rahmen des Millionenprogramms mehrere, aufgrund des hügeligen Geländes etwas voneinander getrennte Wohngebieten im Plattenbauweise. Es handelt sich um das größte Gebiet dieser Art in Göteborg und eines der größten in Schweden. Seither lebt dort der überwiegende Teil der Einwohner des Stadtbezirkes, heute (2015) etwa 45.000. 2015 wurde dieses faktische durchgängig bebaute, aber in einigem Abstand vom eigentlichen Göteborg legende Gebiet vom Statistiska centralbyrån als erstmals eigenständiger Tätort Gunnared och Hammarkullen ausgewiesen.

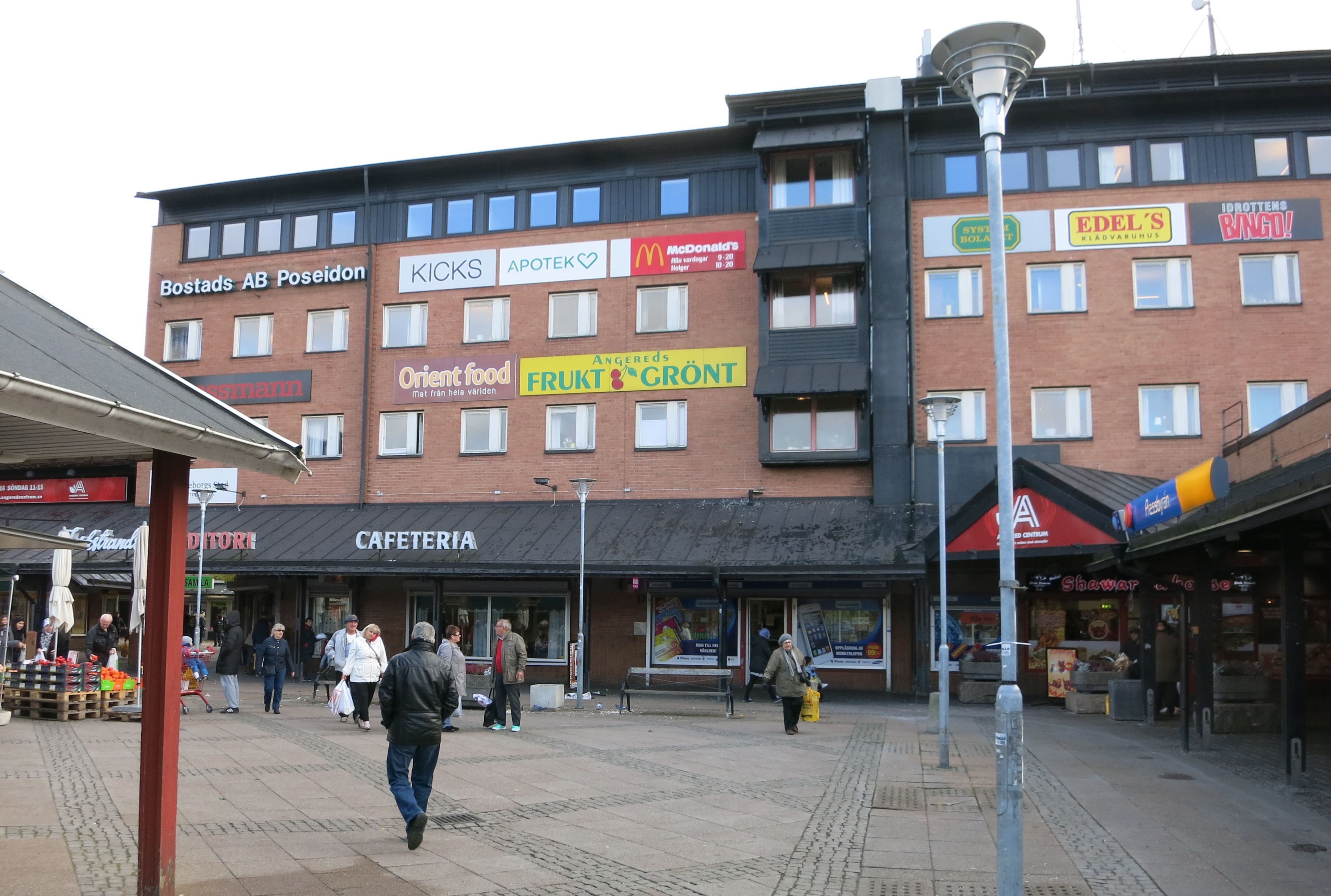
Angereds centrum
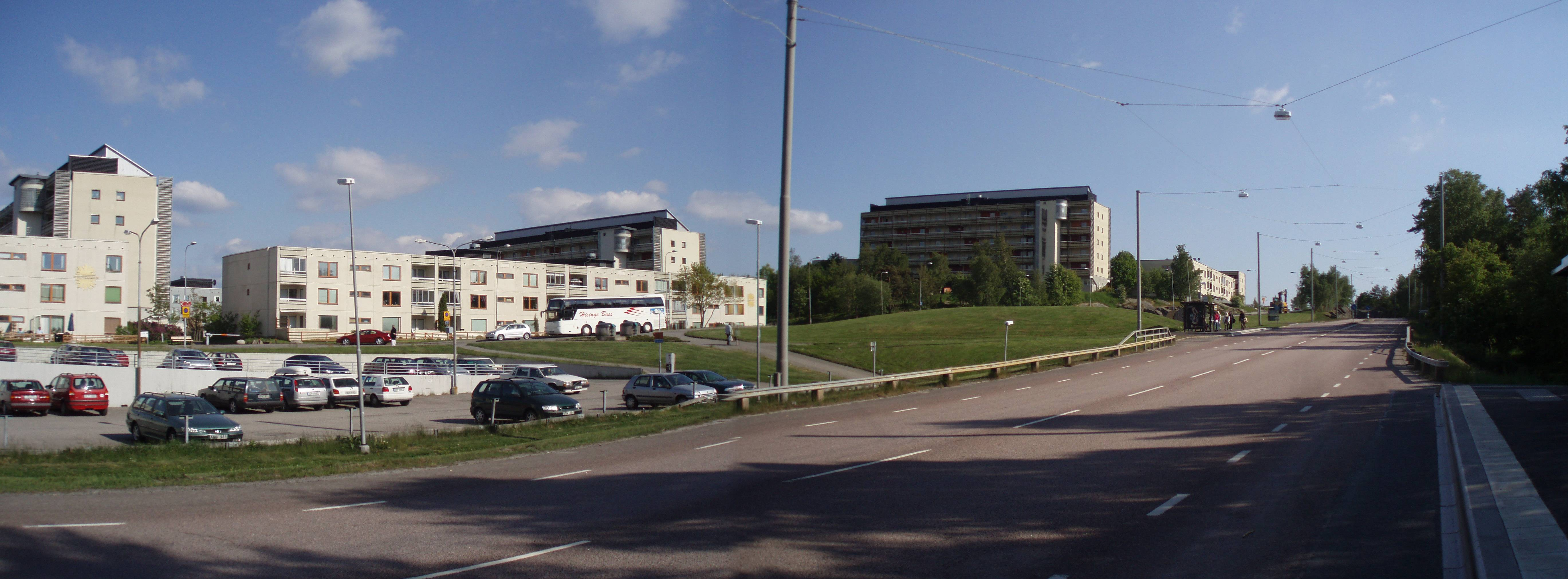
Wohnbebauung in Gårdstensberget (auch kurz Gårdsten genannt)
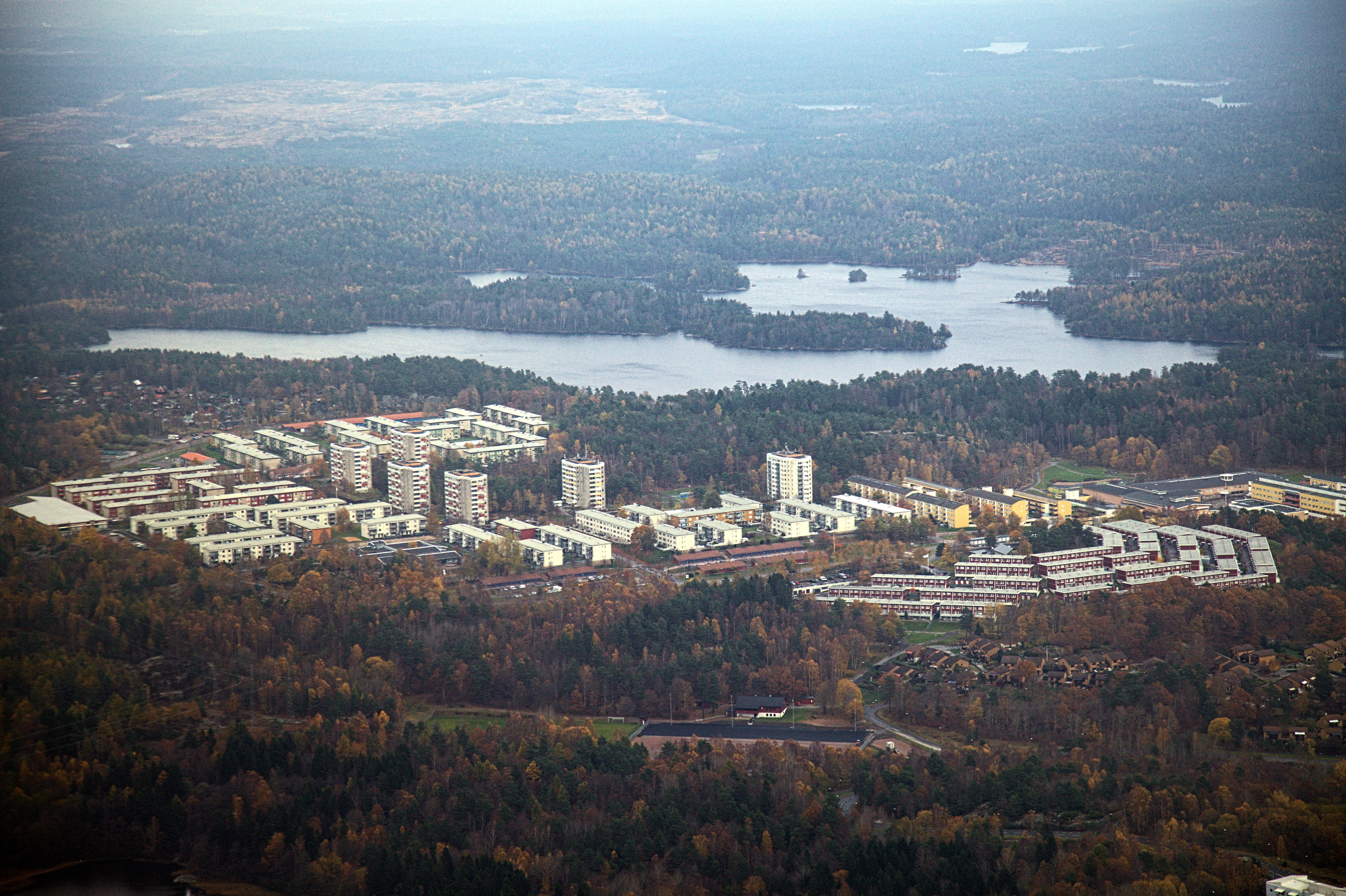
Wohngebiet Lövgärdet mit dem See Surtesjön
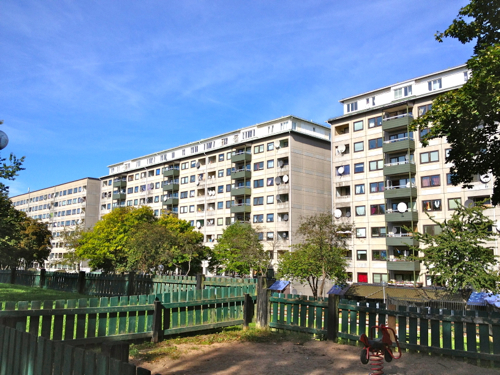
Millionenprogrammsbauten in Hammarkullen
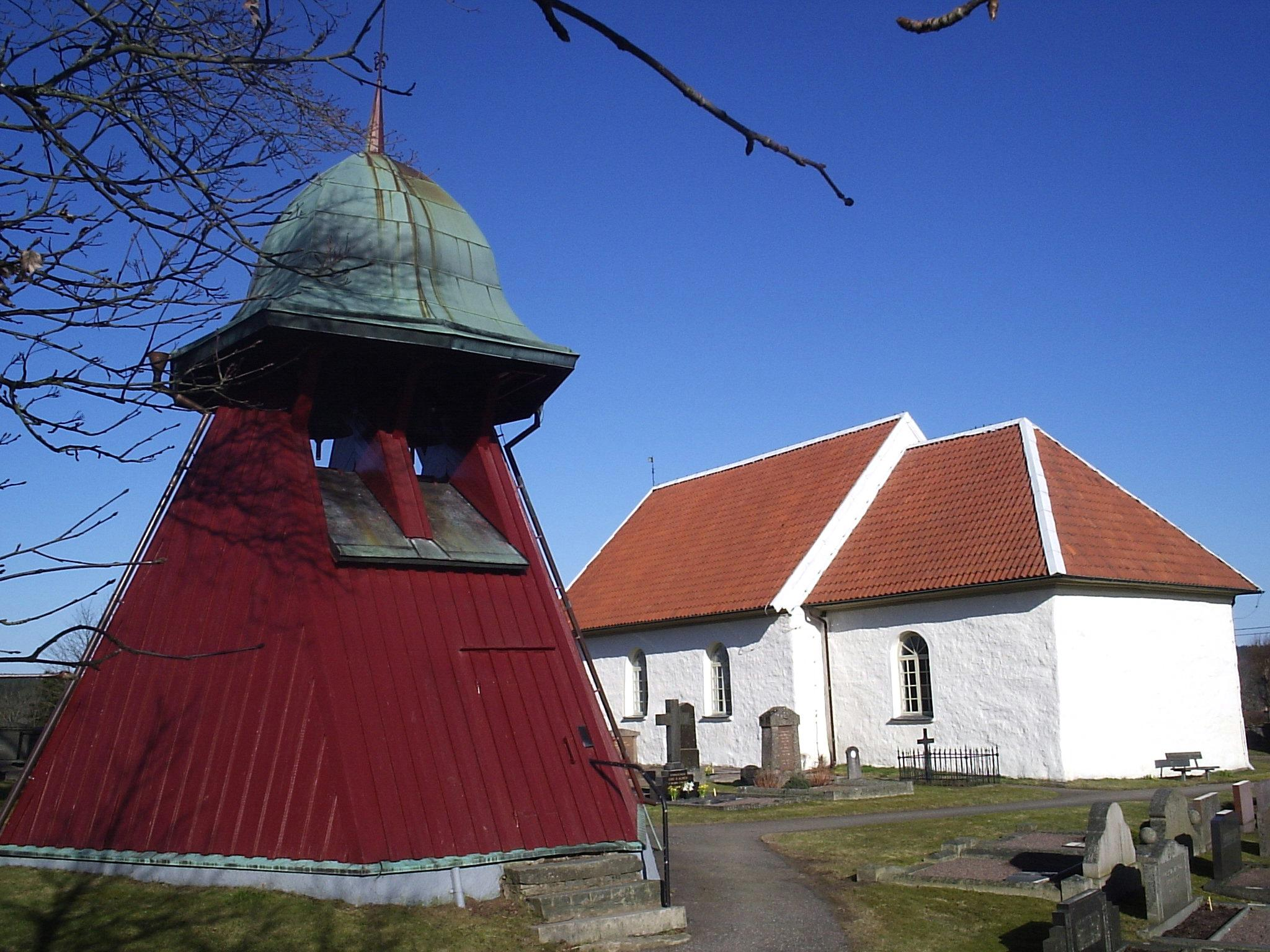
Kirche Bergum mit Glockenstapel im östlichen, ländlichen Teil des Stadtbezirks
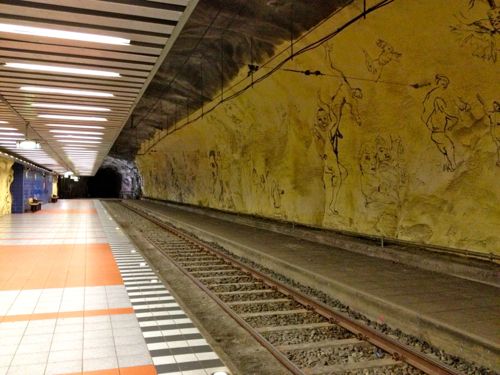
Unterirdische Straßenbahnhaltestelle Hammarkullen
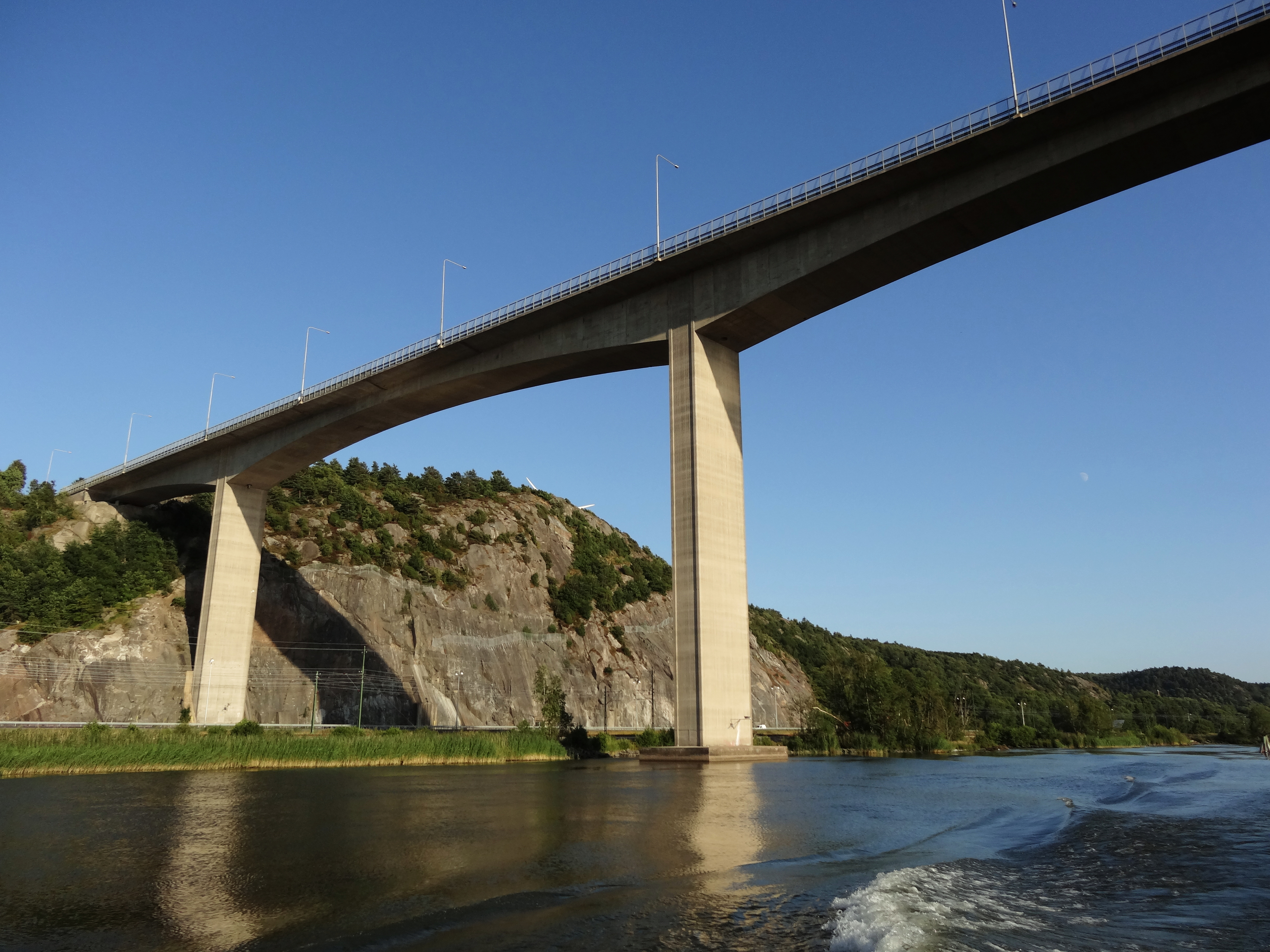
Angeredsbron, Blickrichtung Angered

## Verkehr
ÖPNV-Anbindung der großen Wohngebiete an das Göteborger Zentrum besteht über eine in den 1970er-Jahren teilweise unterirdisch errichtete, stadtbahnartig ausgebaute Straßenbahnstrecke, auf der heute die Linien 4, 8 und 9 verkehren. Im Westen überspannt die zwischen 1975 und 1978 errichtete, fast 50 Meter hohe Angeredbrücke (Angeredsbron) den Göta älv, über die das hochgelegene Angered mit der Insel Hisingen und dem Westteil von Göteborg per Straße direkt unter Umgehung des Stadtzentrums verbunden ist.